# Forças armadas da Bolívia
As Forças Armadas da Bolívia (em castelhano:  Fuerzas Armadas de Bolivia) é uma organização oficial responsável pela defesa interna e externa da Bolívia. Garantem a segurança, a estabilidade e protegem a constituição boliviana.
Forças Armadas são compostas por:
- Exército Boliviano (que inclui a Polícia Militar).
- Força Aérea Boliviana.
- Marinha Boliviana.

## Fotos

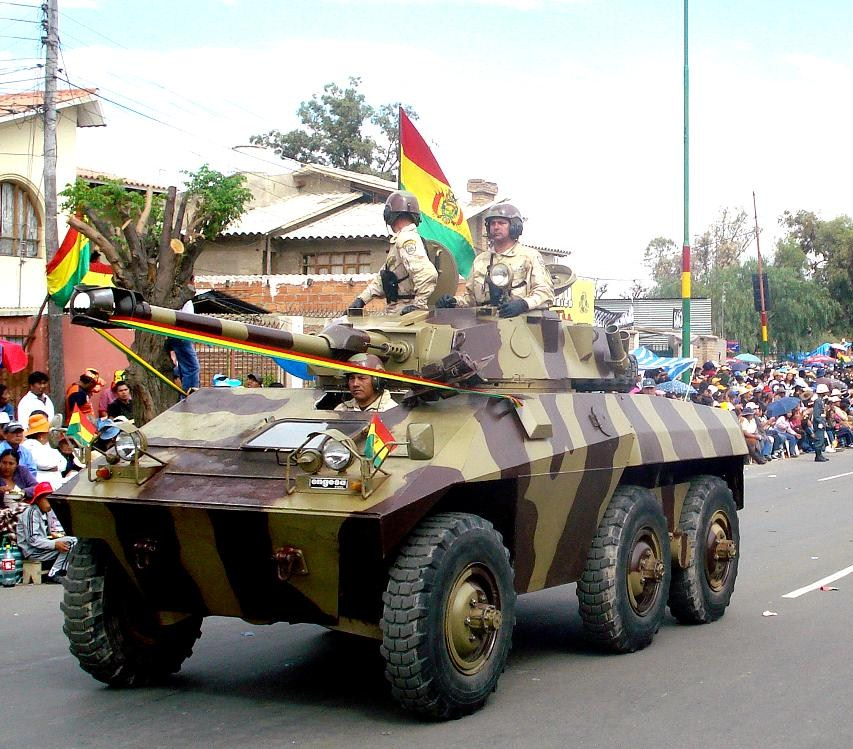
Um tanque EE-9 Cascavel da Bolívia.
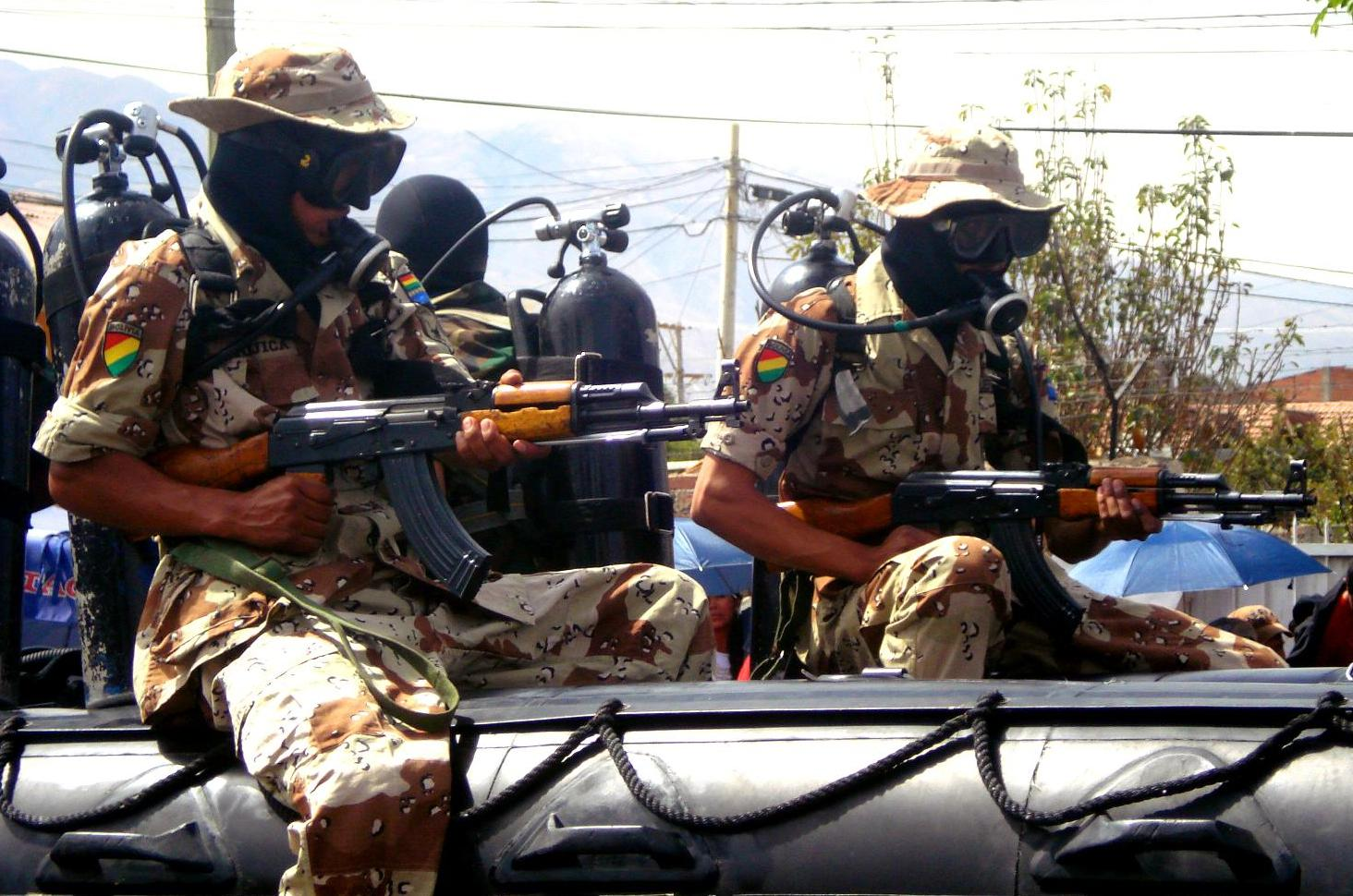
Forças especiais da marinha boliviana.
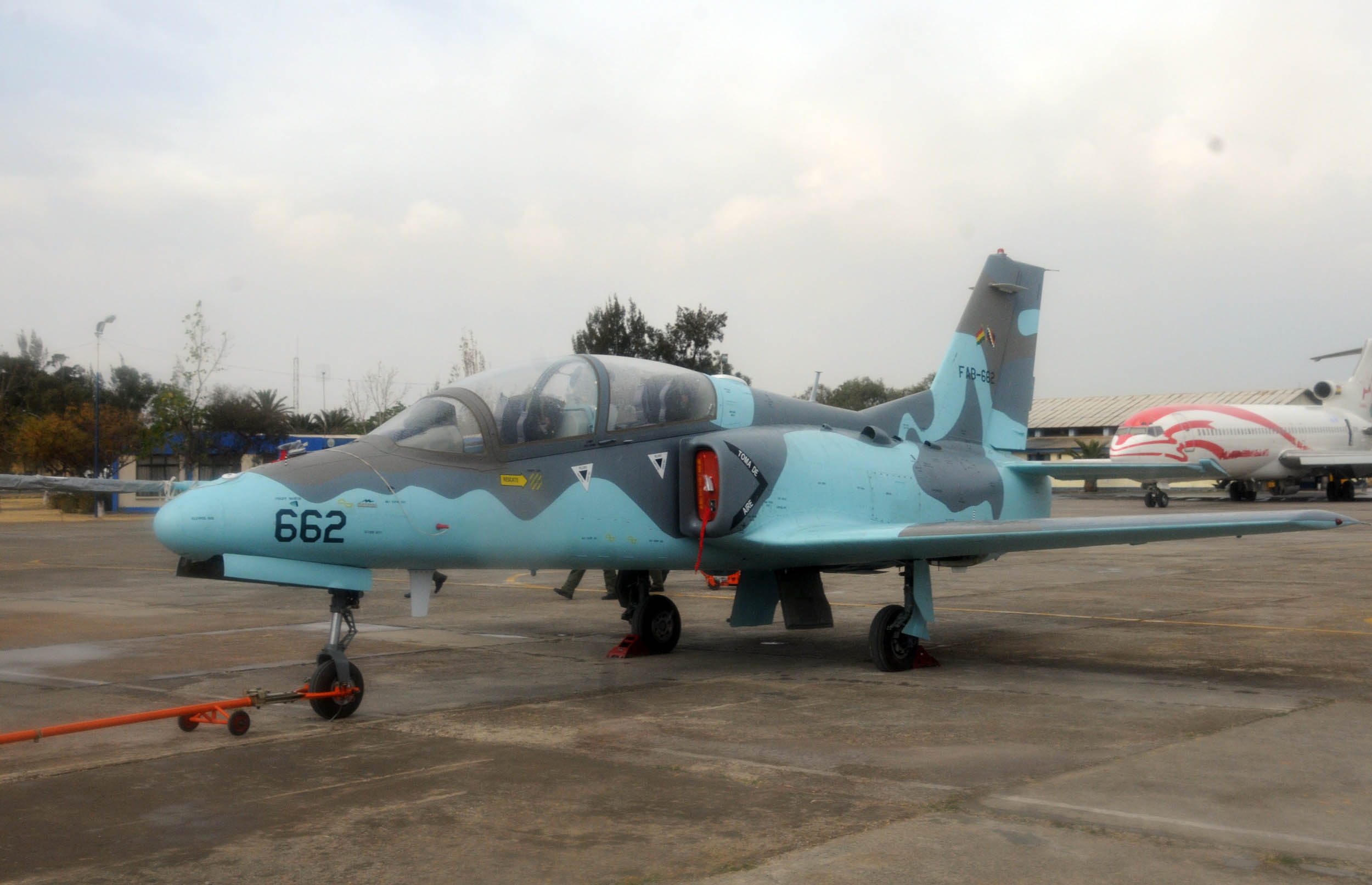
Uma aeronave Hongdu JL-8 da força aérea da Bolívia.
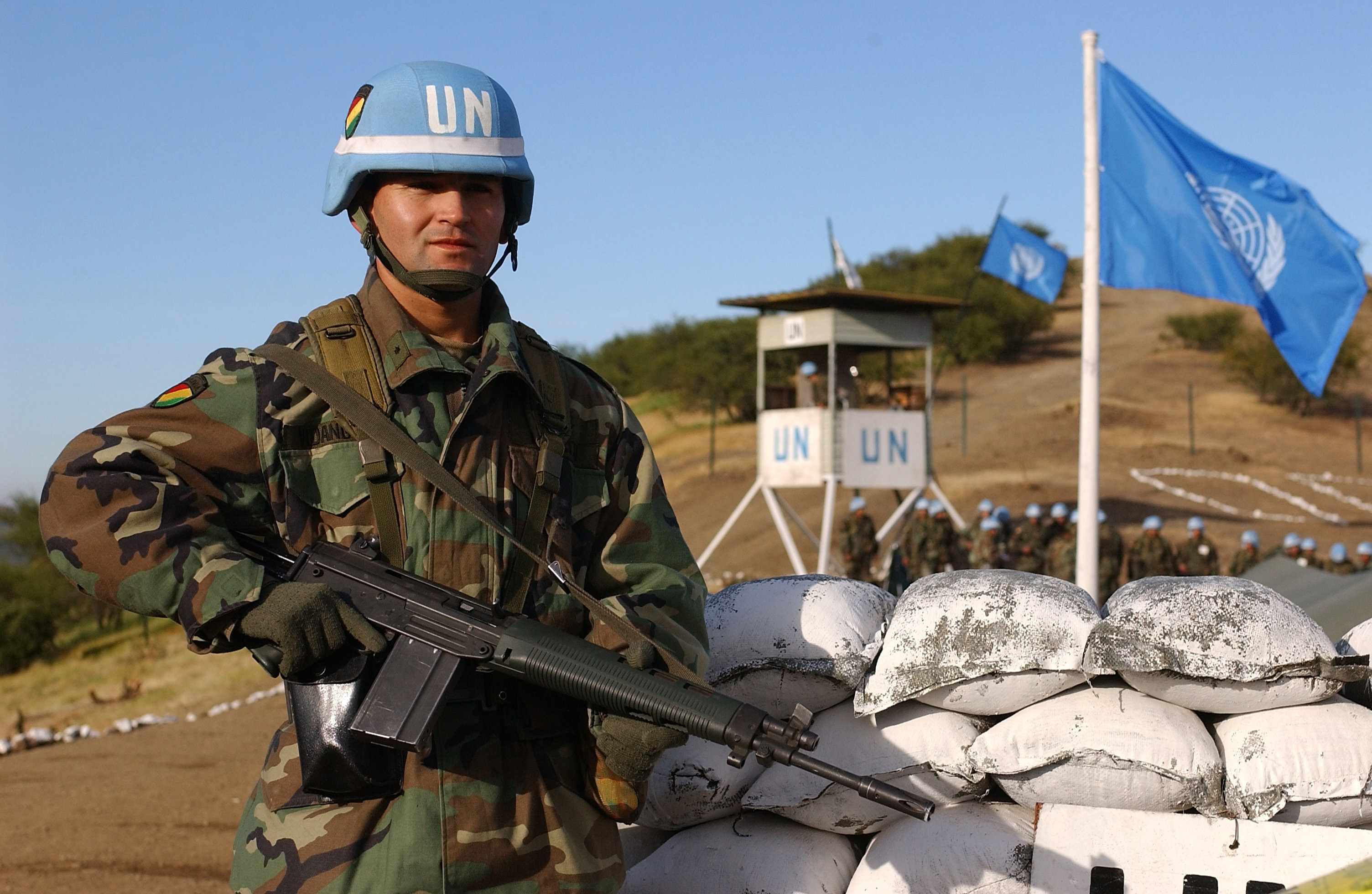
Um soldado de infantaria boliviana.